# Anomala phosphora
Anomala phosphora är en skalbaggsart som beskrevs av Bates 1888. Anomala phosphora ingår i släktet Anomala och familjen Rutelidae. Inga underarter finns listade i Catalogue of Life.